# Westfalski Uniwersytet Wilhelma w Münsterze
Uniwersytet w Münsterze (niem. Universität Münster, do 2023 r. Westfälische Wilhelms-Universität Münster, WWU) – publiczny uniwersytet zlokalizowany w Münsterze, w Niemczech.
Z ponad 40 000 studentów i około 130 kierunkami studiów jest jednym z największych niemieckich uniwersytetów i głównych ośrodków życia intelektualnego Niemiec.